# Поражения черепных нервов
 Поражения черепных нервов  — нарушение функционирования одного из двенадцати черепных нервов. Хотя теоретически это может считаться мононевропатией, оно не рассматривается как таковое в соответствии с MeSH .
Очевидно, что для одновременного расстройства более чем одного черепного нерва, необходимо, чтобы травма возникала в месте, где сливаются много черепных нервов, в таком, например, как яремная ямка. Поражение мозгового ствола может также вызвать нарушение функционирования нескольких черепных нервов, но это условие, скорее всего будет сопровождаться периферической двигательной недостаточностью.
Неврологическим обследованием можно проверить функционирование отдельных черепных нервов, и выявить конкретные нарушения.

## Паралич лицевого нерва
Лицевой нерв является седьмым из 12 черепных нервов. Этот черепной нерв контролирует мышцы лица. Паралич лицевого нерва чаще встречается в пожилом возрасте, чем у детей и поражает от 15 до 40 человек из 100000 в год. Это заболевание проявляется во многих формах, которые включают врожденные, инфекционные, травматические, опухолевые или идиопатические. Наиболее частой причиной повреждения этого черепного нерва является паралич Белла (идиопатический лицевой паралич), который является параличом лицевого нерва. Хотя паралич Белла является более заметным у взрослых, его, тем не менее, находят как у лиц моложе 20 так и у лиц старше 60 лет. Паралич Белла, как полагают, происходят от инфекции вируса герпеса, который может привести к демиелинизации и был найден у больных параличом лицевого нерва. Симптомы включают уплощение лба, провисание бровей и сложность закрытия глаз и рта на поражённой стороне лица. Неспособность закрыть рот вызывает проблемы в питании и речи. Это также вызывает отсутствие вкуса и слюнотечение.
Использование стероидов может помочь в лечении паралича Белла. При использовании на ранних стадиях стероиды могут повысить вероятность полного выздоровления. Эта процедура используется в основном у взрослых. При использовании стероидов у детей не было выявлено более положительного эффекта для полного выздоровления с ними, нежели без них. Дети также имеют тенденцию к лучшему рейтингу восстановления, чем пожилые люди. Скорость восстановления зависит также от причины паралича лицевого нерва (например, инфекции, перинатальные травмы, врожденные дисплазии). Если паралич более тяжелый, пациенты должны использовать стероиды или хирургические процедуры. Паралич лицевого нерва может быть признаком серьезного состояния, и когда он диагностирован в анамнезе, рекомендуется провести полное обследование.
Хотя и редко, паралич лицевого нерва также был обнаружен у пациентов с ВИЧ- сероконверсией. Симптомы среди таких пациентов с найденным параличом включают: головные боли (битемпоральная или затылочная), невозможность закрыть глаза или рот и могут приводить к снижению вкуса. Несколько случаев двустороннего паралича лицевого нерва были зарегистрированы и составляют 1 случай на 5000000 человек в год.

## Примеры
- Глазные
  - Паралич глазодвигательного нерва — глазодвигательный нерв III
  - Паралич блокового нерва — Блоковый нерв (IV)
  - Паралич отводящего нерва — Отводящий нерв (VI)
- Другие
  - Невралгия тройничного нерва — Тройничный нерв (V)
  - Паралич лицевого нерва, паралич Белла, синдром Мелькерсона-Розенталя — лицевой нерв (VII) (Подробнее о параличе лицевого нерва выше)
  - Расстройство добавочного нерва — добавочный нерв (XI)